# Касабланкская фондовая биржа
Касабланкская фондовая биржа (фр. La Bourse de Casablanca) — маленькая, но активная фондовая биржа в Касабланке, Марокко. Одна из старейших бирж в Африке. Была основана в 1929 году и в настоящее листинг акций имеют чуть менее 50 компаний с суммарной рыночной капитализацией в размере 8,6 млрд долларов США (по состоянию на декабрь 1996 года).